# Municipio de Truax
El municipio de Truax (en inglés: Truax Township) es un municipio ubicado en el condado de Williams en el estado estadounidense de Dakota del Norte. En el año 2010 tenía una población de 190 habitantes y una densidad poblacional de 1,28 personas por km².

## Geografía
El municipio de Truax se encuentra ubicado en las coordenadas 48°7′20″N 103°17′2″O / 48.12222, -103.28389. Según la Oficina del Censo de los Estados Unidos, el municipio tiene una superficie total de 147.88 km², de la cual 127,69 km² corresponden a tierra firme y (13,66 %) 20,19 km² es agua.

## Demografía
Según el censo de 2010, había 190 personas residiendo en el municipio de Truax. La densidad de población era de 1,28 hab./km². De los 190 habitantes, el municipio de Truax estaba compuesto por el 99,47 % blancos y el 0,53 % eran de una mezcla de razas. Del total de la población el 2,11 % eran hispanos o latinos de cualquier raza.